# Fatma Sethom
Fatma Sethom, née le 25 novembre 1998, est une escrimeuse tunisienne.

## Carrière
Fatma Sethom est médaillée de bronze en fleuret par équipes aux championnats d'Afrique 2017. Elle remporte ensuite le titre en fleuret par équipes aux championnats d'Afrique 2018 et aux championnats d'Afrique 2019. Elle obtient la médaille d'argent en fleuret par équipes aux Jeux africains de 2019.